# Hôtel de Noailles

## Situación

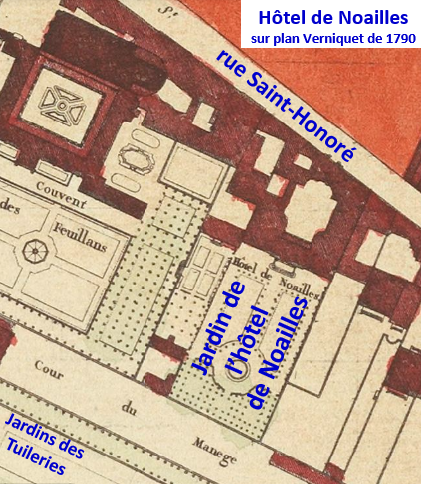
Hotel de Noailles en plan Verniquet de 1790

El hotel era un grupo de edificios ubicados entre los actuales números 211 a 221 de la rue Saint-Honoré contiguo al Couvent des Feuillants al oeste. Sus jardines se extendían hasta la Cour du Manège (una dependencia de las caballerizas reales), luego a lo largo de la rue de Rivoli trazada hasta su ubicación (números actuales 212 a 218, es decir, 17 arcadas), y los números 202 a 208 de este más allá de la actual rue du 29-Juillet, incluido el Hôtel de Boulogne.

## Historia

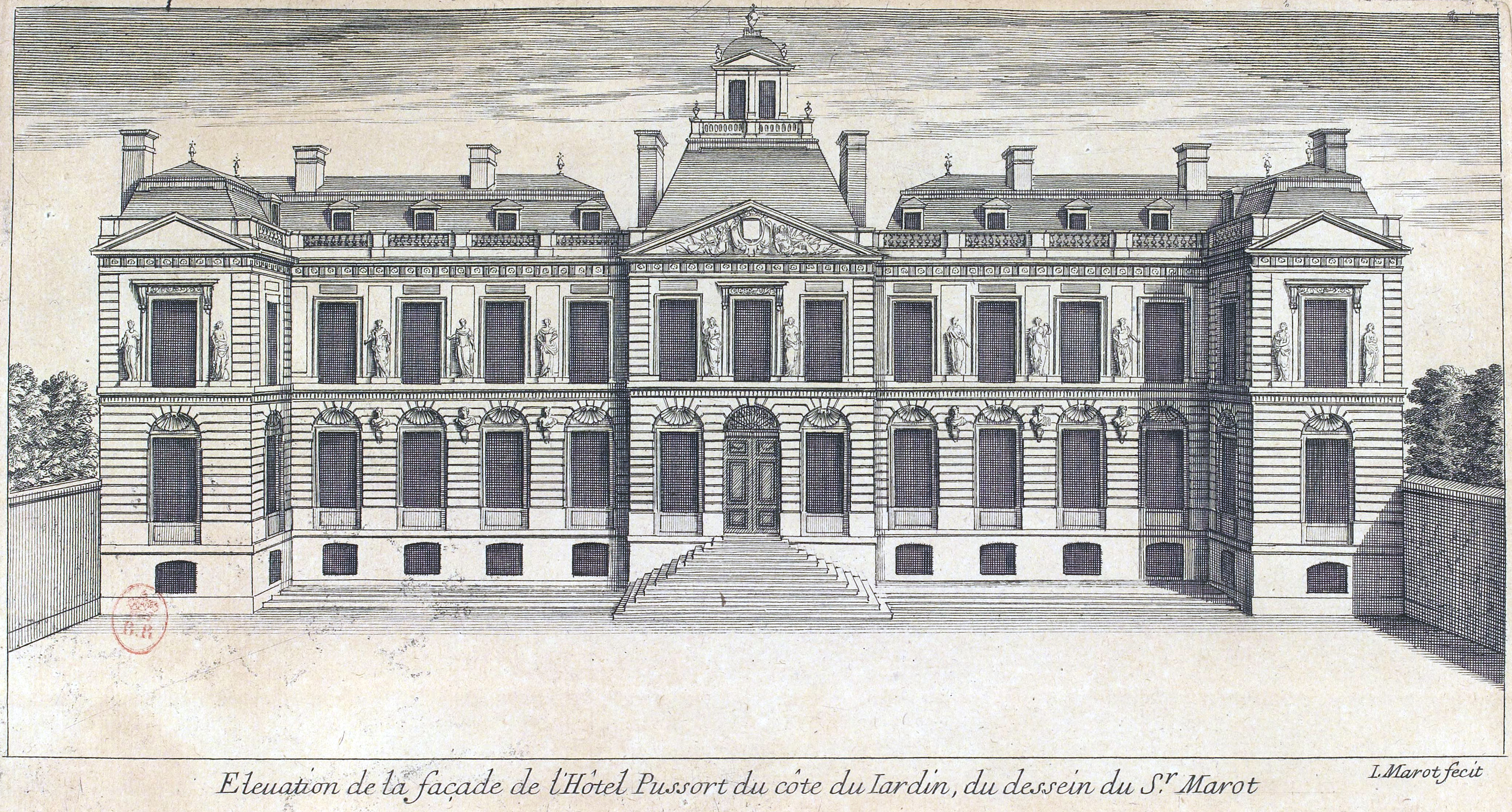
Fachada del lado del jardín del hotel antes de su modificación en 1715

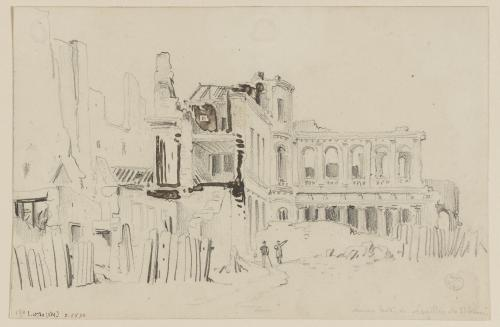
El Hôtel de Noailles siendo demolido

El hotel fue construido después de 1677 para Henri Pussort por el arquitecto Jean Marot .
Después de la muerte de Henri Pussort en 1697, fue adquirida por Pierre-Vincent Bertin . Sus hijos vendieron el hotel en 1711 a Adrien Maurice de Noailles, quien lo hizo modificar por el arquitecto Pierre Cailleteau, dit Lassurance, con jardines diseñados por Charpentier. Permaneció en la familia Noailles hasta la Revolución .
La Fayette se casó allí el 11 de febrero de 1744 a la edad de 16 ans años, con Marie Adrienne Françoise de Noailles (1759-1807), hija del duque de Ayen, de 15 ans años. Hasta la Revolución, el hotel fue su residencia parisina donde María Antonieta lo recibió el 15 de febrero de 1774 a su regreso de América.
Es ocupado por varios comités durante la Revolución.
En 1802, el hotel fue la residencia del tercer cónsul Charles-François Lebrun.
En 1807, se construyeron 17 arcadas al final del jardín en el borde de la rue de Rivoli, que acababa de ser inaugurado, pero no se construyeron edificios allí antes de 1830.
Bajo la Restauración, el hotel fue devuelto a la familia de Noailles que lo vendió a Lord Francis Egerton . Lord Egerton lo mantuvo hasta su muerte en 1829.
Inmediatamente después de su muerte, los herederos pusieron la finca en venta en subasta el 22 de diciembre de 1829. Todos los edificios y jardines contiguos fueron adquiridos por Martin-Pierre Chéronnet y los hermanos Périer.
Los compradores hacen demoler el hotel y están autorizados, por orden del20 septembre 183020 de septiembre de 1830 , para abrir, en su ubicación, el " rue Louis-Philippe- I "fama" Calle Argel en 1832 y para extender la rue du Mont-Thabor a esta calle.

## Apéndices
- Datos: Q60316064
- Multimedia: Hôtel de Noailles / Q60316064